# Baldwin-Whitcomb 94T
As Baldwin-Whitcomb 94T foram fabricadas pela Whitcomb Locomotive Works, subsidiária da Baldwin Locomotive Works, junto com as Whitcomb 60T (EFVM) e Whitcomb 66T (RVC e VFFLB).
Eram locomotivas de manobra tipo Center-Cab que foram compradas pela Estrada de Ferro Sorocabana em número de 15 unidades.